# Bellancourt
Bellancourt is een gemeente in het departement Somme in de regio Hauts-de-France van Frankrijk. De gemeente telde 505 inwoners op 1 januari 2022. De gemeente maakt deel uit van het arrondissement Abbeville. Toen begin 2015 het kanton Abbeville-Nord werd opgeheven, werd de gemeente opgenomen in het nieuwgevormde kanton Abbeville-1.

## Geografie
De oppervlakte van Bellancourt bedraagt 5,98 vierkante kilometer; Op 1 januari 2022 was de bevolkingsdichtheid 84,4 inwoners per km².

## Demografie
Onderstaande figuur toont het verloop van het inwonertal (bron: INSEE-tellingen).

## Notre-Dame de Monflières
De Notre-Dame-de-Monflièreskapel is een mariaal bedevaartsoord. Volgens de legende vond een schaapsherder een houten mariabeeld in een olm. Omdat het beeld werd betwist tussen de parochies Bellancourt en Vauchelles, werd er beslist om het beeld op een wagen te plaatsen die werd getrokken door vier paarden uit Vauchelles en een uit Bellancourt. Toch trok het ene paard de wagen met het beeld naar Bellancourt, naar de plaats Monflières. Daar werd rond 1160 een kapel gebouwd door de benedictinessen van de abdij van Berteaucourt-les-Dames. Er werden bedevaarten georganiseerd tijdens Maria-Boodschap, maar ook tijdens uitbraken van pest of cholera. Dit was onder andere het geval in 1599 tijdens een pestepidemie in Abbeville. Koningin Marie-Antoinette schonk een mantel voor het houten mirakelbeeld als dank bij de geboorte van haar dochter Marie-Thérèse in 1778. De kapel en het beeld raakten ongeschonden door de Franse Revolutie.

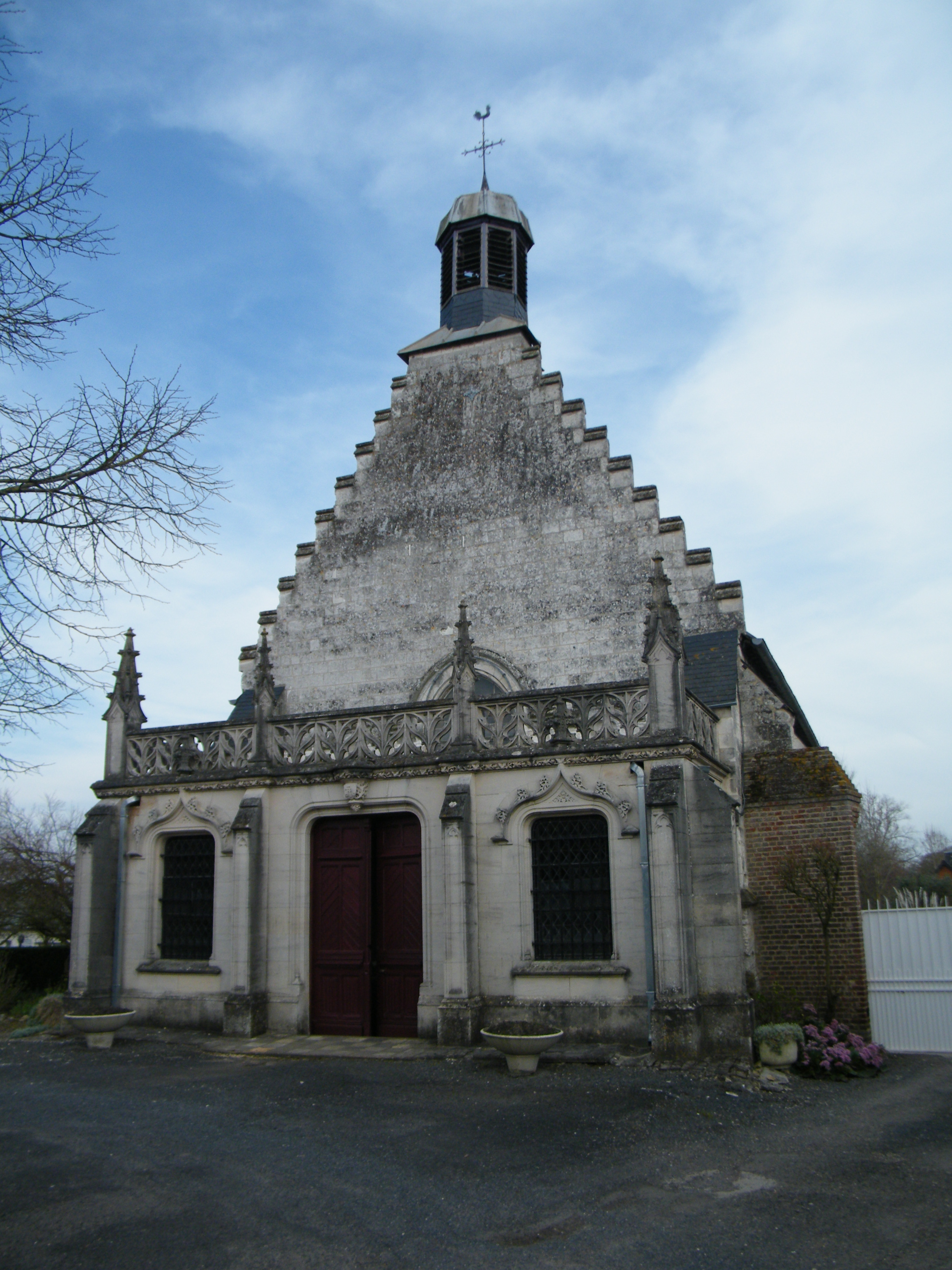
Notre-Dame-de-Monflièreskapel